# جایزه بزرگ سائو پائولو ۲۰۲۱
جایزه بزرگ سائو پائولو ۲۰۲۱ (که به‌طور رسمی با نام فرمول ۱ هینیکن گران پرمیو دِ سائو پائولو ۲۰۲۱ شناخته می‌شود) یک مسابقه اتومبیل‌رانی فرمول یک است که در تاریخ ۱۴ نوامبر ۲۰۲۱ در پیست ژوزه کارلوس پیس برگزار می‌شود. این مسابقه نوزدهمین دور از مسابقات جهانی فرمول یک ۲۰۲۱ و اولین دوره جایزه بزرگ سائو پائولو است.

## زمینه

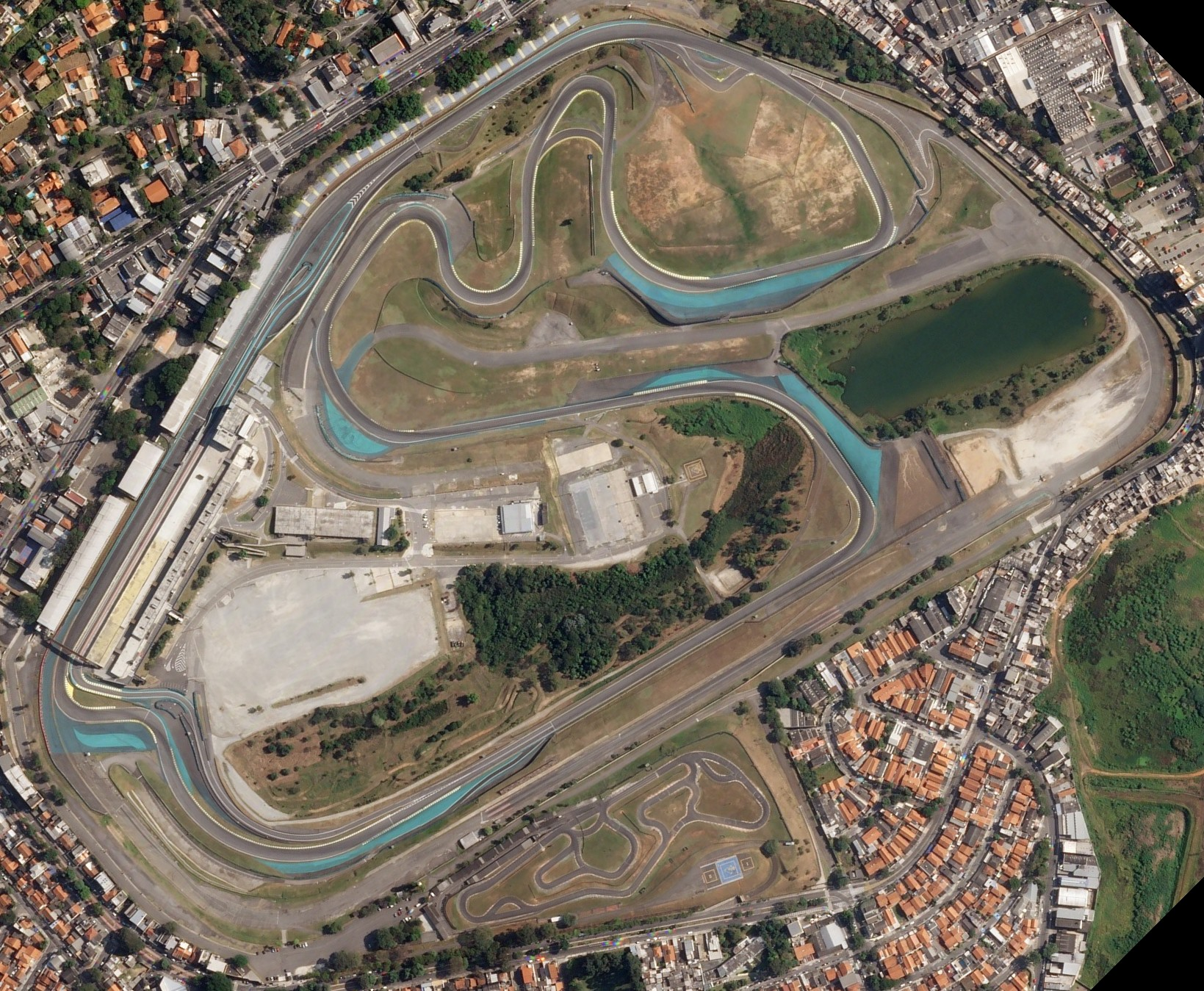
نمای هوایی از پیست در سال ۲۰۱۸

این مسابقه اولین بار در تقویم قهرمانی فرمول یک با نام جایزه بزرگ سائوپائولو برگزار می‌شود و نسخهٔ قبلی آن به عنوان جایزه بزرگ برزیل شناخته می‌شد. در نوامبر ۲۰۲۰ قراردادی امضا شد که طبق آن فرمول یک تا سال ۲۰۲۵ در اینترلاگوس به مسابقه ادامه می‌دهد، البته تحت عنوان جایزه بزرگ سائو پائولو. این سی و هشتمین بار است که مسابقات قهرمانی در پیست اینترلاگوس برگزار می‌شود. مسابقه سال ۲۰۲۱ در ابتدا قرار بود در ۱۴ نوامبر برگزار شود، ابتدا به دلیل به تعویق افتادن جایزه بزرگ استرالیا برای ۷ نوامبر برنامه‌ریزی شده بود، سپس به دلیل کاهش تعداد کلی جایزه بزرگ‌ها از ۲۳ به ۲۲ مسابقه مجدداً به تاریخ اصلی تغییر کرد.

### جدول رده‌بندی قهرمانی قبل از مسابقه
ماکس فرستاپن با ۳۱۲٫۵ امتیاز، ۱۹ امتیاز بالاتر از لوئیس همیلتون که در رتبه دوم قرار دارد، پیشتاز جدول قهرمانی رانندگان است. والتری بوتاس با ۱۸۵ امتیاز در رده سوم قرار دارد و با فاصله زیاد از فرستاپن، شانسی برای برای کسب عنوان قهرمانی ندارد. سرجیو پرز با ۱۶۵ امتیاز در رده چهارم و لاندو نوریس با ۱۵ امتیاز کمتر در رده پنجم قرار دارد.
در جدول قهرمانی سازندگان، مرسدس با ۴۷۸٫۵ امتیاز، و یک امتیاز بیش‌تر از ردبول ریسینگ که در رده دوم قرار دارد، پیشتاز است. فراری با ۲۶۸٫۵ امتیاز بالاتر از مک‌لارن با امتیاز ۲۵۵ سوم است. آلپاین و آلفاتاوری هر کدام با ۱۰۶ امتیاز پنجم و ششم هستند. آلپاین با داشتن یک برد رده‌ای بالاتر دارد، در حالی که آلفاتوری هیچ بردی نداشته‌است.

### شرکت کنندگان
رانندگان و تیم‌ها همان لیست ورود به فصل خواهند بود و هیچ راننده دیگری برای تمرین و مسابقه حضور ندارد.

### انتخاب تایر
تأمین کننده تایر مسابقات، پیرلی ترکیبات سی۲ هارد، سی۳ مدیوم و سی۴ سافت را برای استفاده در مسابقه اختصاص داده‌است.

## تمرین
آخر هفته شاهد دو جلسه تمرینی خواهیم بود که هر جلسه یک ساعت طول می‌کشد. تمرین اول قرار است در ۱۲ نوامبر در ساعت ۱۲:۳۰ به وقت محلی برگزار شود و تمرین دوم در ساعت ۱۲:۰۰ روز ۱۳ نوامبر برگزار می‌شود.

## تعیین خط
تعیین خط ساعت ۱۶:۰۰ به وقت محلی در تاریخ ۱۲ نوامبر ۲۰۲۱ برگزار شد، و نتایج برای تعیین جایگاه رانندگان در تعیین خط سرعتی انجام شد.

### پس از تعیین خط
پس از جلسه تعیین خط، لوئیس همیلتون به دلیل نقض فنی به استوارت‌ها ارجاع شد. گزارش نمایندگان فنی بیان کرد که شیار باز شدن سیستم کاهش درگ همیلتون بزرگتر از ۸۵ میلی‌متر (۳٫۳ اینچ) مجاز است. مجموعه بال عقب ماشین همیلتون برداشته شد و در انتظار تحقیقات، توقیف شد. او بعداً رد صلاحیت شد، و مجبور شد برای تعیین خط سرعتی، مسابقه را از رده آخر شروع کند.
ماکس فرستاپن به دلیل نقض ماده ۲٫۵٫۱ قوانین ورزشی بین‌المللی فیا به استوارت‌ها ارجاع شد، زیرا به نظر می‌رسید او ماشین همیلتون را در حین پارک فرمه لمس کرده است. در نتیجه فرستاپن ۵۰ هزار یورو جریمه شد.

### رده‌بندی تعیین خط
| جایگاه              | راننده            | شماره | تیم                | زمان‌ها   | زمان‌ها   | زمان‌ها   |
| جایگاه              | راننده            | شماره | تیم                | Q1       | Q2       | Q3       |
| ------------------- | ----------------- | ----- | ------------------ | -------- | -------- | -------- |
| ۱                   | ماکس فرستاپن      | ۳۳    | ردبول ریسینگ-هوندا | ۱:۰۹٫۳۲۹ | ۱:۰۸٫۴۹۹ | ۱:۰۸٫۳۷۲ |
| ۲                   | والتری بوتاس      | ۷۷    | مرسدس              | ۱:۰۹٫۰۴۰ | ۱:۰۸٫۴۲۶ | ۱:۰۸٫۴۶۹ |
| ۳                   | سرجیو پرز         | ۱۱    | ردبول ریسینگ-هوندا | ۱:۰۹٫۱۷۲ | ۱:۰۸٫۹۷۳ | ۱:۰۸٫۴۸۳ |
| ۴                   | پیر گسلی          | ۱۰    | آلفاتاوری-هوندا    | ۱:۰۹٫۳۴۷ | ۱:۰۸٫۹۰۳ | ۱:۰۸٫۷۷۷ |
| ۵                   | کارلوس ساینز      | ۵۵    | فراری              | ۱:۰۹٫۰۴۶ | ۱:۰۹٫۰۳۱ | ۱:۰۸٫۸۲۶ |
| ۶                   | شارل لکلرک        | ۱۶    | فراری              | ۱:۰۹٫۱۵۵ | ۱:۰۸٫۸۵۹ | ۱:۰۸٫۹۶۰ |
| ۷                   | لاندو نوریس       | ۴     | مک‌لارن-مرسدس       | ۱:۰۹٫۳۶۵ | ۱:۰۹٫۰۳۰ | ۱:۰۸٫۹۸۰ |
| ۸                   | دنیل ریکیاردو     | ۳     | مک‌لارن-مرسدس       | ۱:۰۹٫۳۷۴ | ۱:۰۹٫۰۹۳ | ۱:۰۹٫۰۳۹ |
| ۹                   | فرناندو آلونسو    | ۱۴    | آلپاین-رنو         | ۱:۰۹٫۳۹۱ | ۱:۰۹٫۱۳۷ | ۱:۰۹٫۱۱۳ |
| ۱۰                  | استابان اوکون     | ۳۱    | آلپاین-رنو         | ۱:۰۹٫۴۳۰ | ۱:۰۹٫۱۸۹ | —        |
| ۱۱                  | سباستین فتل       | ۵     | استون مارتین-مرسدس | ۱:۰۹٫۴۵۱ | ۱:۰۹٫۳۹۹ | —        |
| ۱۲                  | یوکی سونودا       | ۲۲    | آلفاتاوری-هوندا    | ۱:۰۹٫۳۵۰ | ۱:۰۹٫۴۸۳ | —        |
| ۱۳                  | کیمی رایکونن      | ۷     | آلفارومئو-فراری    | ۱:۰۹٫۵۹۸ | ۱:۰۹٫۵۰۳ | —        |
| ۱۴                  | آنتونیو جوویناتزی | ۹۹    | آلفارومئو-فراری    | ۱:۰۹٫۳۴۲ | ۱:۱۰٫۲۲۷ | —        |
| ۱۵                  | لانس استرول       | ۱۸    | استون مارتین-مرسدس | ۱:۰۹٫۶۶۳ | —        | —        |
| ۱۶                  | نیکلاس لطیفی      | ۶     | ویلیامز-مرسدس      | ۱:۰۹٫۸۹۷ | —        | —        |
| ۱۷                  | جورج راسل         | ۶۳    | ویلیامز-مرسدس      | ۱:۰۹٫۹۵۳ | —        | —        |
| ۱۸                  | میک شوماخر        | ۴۷    | هاس-فراری          | ۱:۱۰٫۳۲۹ | —        | —        |
| ۱۹                  | نیکیتا مازپین     | ۹     | هاس-فراری          | ۱:۱۰٫۵۸۹ | —        | —        |
| ر. ص.۱              | لوییس همیلتون     | ۴۴    | مرسدس              | ۱:۰۸٫۷۳۳ | ۱:۰۸٫۰۶۸ | ۱:۰۷٫۹۳۴ |
| زمان ۱۰۷٪: ۱:۱۳٫۵۴۴ |                   |       |                    |          |          |          |
| منابع:              |                   |       |                    |          |          |          |

یادداشت‌ها
- ^ ۱ – لوئیس همیلتون توانست پول پوزیشن را کسب کند، اما به دلیل اینکه سیستم کاهش درگ (DRS) او با قوانین مطابقت نداشت، رد صلاحیت شد. به صلاحدید استوارت‌ها، به او اجازه داده شد در تعیین خط سرعتی شرکت کند.[۲۰]

## تعیین خط سرعتی
تعیین خط سرعتی در تاریخ ۱۳ نوامبر ساعت ۱۶:۳۰ به وقت محلی آغاز و در ۲۴ دور مسابقه‌ای برگزار شد.

### رده‌بندی تعیین خط سرعتی
| جایگاه                                                             | راننده            | شماره | سازنده             | دور | زمان      | امتیاز |
| ------------------------------------------------------------------ | ----------------- | ----- | ------------------ | --- | --------- | ------ |
| ۱                                                                  | والتری بوتاس      | ۷۷    | مرسدس              | ۲۴  | ۲۹:۰۹٫۵۵۹ | ۳      |
| ۲                                                                  | ماکس فرستاپن      | ۳۳    | ردبول ریسینگ-هوندا | ۲۴  | ۱٫۱۷۰+    | ۲      |
| ۳                                                                  | کارلوس ساینز      | ۵۵    | فراری              | ۲۴  | ۱۸٫۷۲۳+   | ۱      |
| ۴                                                                  | سرجیو پرز         | ۱۱    | ردبول ریسینگ-هوندا | ۲۴  | ۱۹٫۷۸۷+   |        |
| ۵۱                                                                 | لوییس همیلتون     | ۴۴    | مرسدس              | ۲۴  | ۲۰٫۸۷۲+   |        |
| ۶                                                                  | لاندو نوریس       | ۴     | مک‌لارن-مرسدس       | ۲۴  | ۲۲٫۵۵۸+   |        |
| ۷                                                                  | شارل لکلرک        | ۱۶    | فراری              | ۲۴  | ۲۵٫۰۵۶+   |        |
| ۸                                                                  | پیر گسلی          | ۱۰    | آلفاتاوری-هوندا    | ۲۴  | ۳۴٫۱۵۸+   |        |
| ۹                                                                  | استابان اوکون     | ۳۱    | آلپاین-رنو         | ۲۴  | ۳۴٫۶۳۲+   |        |
| ۱۰                                                                 | سباستین فتل       | ۵     | استون مارتین-مرسدس | ۲۴  | ۳۴٫۸۶۷+   |        |
| ۱۱                                                                 | دنیل ریکیاردو     | ۳     | مک‌لارن-مرسدس       | ۲۴  | ۳۵٫۸۶۹+   |        |
| ۱۲                                                                 | فرناندو آلونسو    | ۱۴    | آلپاین-رنو         | ۲۴  | ۳۶٫۵۷۸+   |        |
| ۱۳                                                                 | آنتونیو جوویناتزی | ۹۹    | آلفارومئو-فراری    | ۲۴  | ۴۱٫۸۸۰+   |        |
| ۱۴                                                                 | لانس استرول       | ۱۸    | استون مارتین-مرسدس | ۲۴  | ۴۴٫۰۳۷+   |        |
| ۱۵                                                                 | یوکی سونودا       | ۲۲    | آلفاتاوری-هوندا    | ۲۴  | ۴۶٫۱۵۰+   |        |
| ۱۶                                                                 | نیکلاس لطیفی      | ۶     | ویلیامز-مرسدس      | ۲۴  | ۴۶٫۷۶۰+   |        |
| ۱۷                                                                 | جورج راسل         | ۶۳    | ویلیامز-مرسدس      | ۲۴  | ۴۷٫۷۳۹+   |        |
| ۱۸۲                                                                | کیمی رایکونن      | ۷     | آلفارومئو-فراری    | ۲۴  | ۵۰٫۰۱۴+   |        |
| ۱۹                                                                 | میک شوماخر        | ۴۷    | هاس-فراری          | ۲۴  | ۱:۰۱٫۶۸۰+ |        |
| ۲۰                                                                 | نیکیتا مازپین     | ۹     | هاس-فراری          | ۲۴  | ۱:۰۷٫۴۷۴+ |        |
| سریع‌ترین دور: ماکس فرستاپن (ردبول ریسینگ-هوندا) – ۱:۱۲٫۱۱۴ (دور ۹) |                   |       |                    |     |           |        |
| منابع:                                                             |                   |       |                    |     |           |        |

یادداشت‌ها
- ^ ۱ – لوئیس همیلتون به دلیل فراتر رفتن از سهمیه موتور احتراق داخلی، پنج رده جریمه دریافت کرد و مسابقه را از رده دهم شروع خواهد کرد.[۲۳]
- ^ ۲ – کیمی رایکونن رتبه هجدهم را کسب کرد، اما مجبور شد مسابقه را از پیت‌لین شروع کند زیرا مونتاژ بال عقب با چیزی که در تعیین خط استفاده کرد متفاوت بود.[۲۴]

## مسابقه
این مسابقه ساعت ۱۴:۰۰ به وقت محلی، در تاریخ ۱۴ نوامبر ۲۰۲۱ برگزار شد.
| جایگاه                                                           | شماره | راننده            | سازنده             | دور | زمان            | امتیاز |
| ---------------------------------------------------------------- | ----- | ----------------- | ------------------ | --- | --------------- | ------ |
| ۱                                                                | ۴۴    | لوییس همیلتون     | مرسدس              | ۷۱  | ۱:۳۲:۲۲٫۸۵۱     | ۲۵     |
| ۲                                                                | ۳۳    | ماکس فرستاپن      | ردبول ریسینگ-هوندا | ۷۱  | ۱۰٫۴۹۶+         | ۱۸     |
| ۳                                                                | ۷۷    | والتری بوتاس      | مرسدس              | ۷۱  | ۱۳٫۵۷۶+         | ۱۵     |
| ۴                                                                | ۱۱    | سرجیو پرز         | ردبول ریسینگ-هوندا | ۷۱  | ۳۹٫۹۴۰+         | ۱۳۱    |
| ۵                                                                | ۱۶    | شارل لکلرک        | فراری              | ۷۱  | ۴۹٫۵۱۷+         | ۱۰     |
| ۶                                                                | ۵۵    | کارلوس ساینز      | فراری              | ۷۱  | ۵۱٫۸۲۰+         | ۸      |
| ۷                                                                | ۱۰    | پیر گسلی          | آلفاتاوری-هوندا    | ۷۰  | +۱ دور          | ۶      |
| ۸                                                                | ۱۴    | فرناندو آلونسو    | آلپاین-رنو         | ۷۰  | +۱ دور          | ۴      |
| ۹                                                                | ۳۱    | استابان اوکون     | آلپاین-رنو         | ۷۰  | +۱ دور          | ۲      |
| ۱۰                                                               | ۴     | لاندو نوریس       | مک‌لارن-مرسدس       | ۷۰  | +۱ دور          | ۱      |
| ۱۱                                                               | ۵     | سباستین فتل       | استون مارتین-مرسدس | ۷۰  | +۱ دور          |        |
| ۱۲                                                               | ۷     | کیمی رایکونن      | آلفارومئو-فراری    | ۷۰  | +۱ دور          |        |
| ۱۳                                                               | ۶۳    | جورج راسل         | ویلیامز-مرسدس      | ۷۰  | +۱ دور          |        |
| ۱۴                                                               | ۹۹    | آنتونیو جوویناتزی | آلفارومئو-فراری    | ۷۰  | +۱ دور          |        |
| ۱۵                                                               | ۲۲    | یوکی سونودا       | آلفاتاوری-هوندا    | ۷۰  | +۱ دور          |        |
| ۱۶                                                               | ۶     | نیکلاس لطیفی      | ویلیامز-مرسدس      | ۷۰  | +۱ دور          |        |
| ۱۷                                                               | ۹     | نیکیتا مازپین     | هاس-فراری          | ۶۹  | +۲ دور          |        |
| ۱۸                                                               | ۴۷    | میک شوماخر        | هاس-فراری          | ۶۹  | +۲ دور          |        |
| ب.                                                               | ۳     | دنیل ریکیاردو     | مک‌لارن-مرسدس       | ۴۹  | از دست‌دادن قدرت |        |
| ب.                                                               | ۱۸    | لانس استرول       | استون مارتین-مرسدس | ۴۷  | آسیب برخورد     |        |
| سریع‌ترین دور: سرجیو پرز (ردبول ریسینگ-هوندا) - ۱:۱۱٫۰۱۰ (دور ۷۱) |       |                   |                    |     |                 |        |
| منابع:                                                           |       |                   |                    |     |                 |        |

یادداشت‌ها
- ^ ۱ – یک امتیاز برای سریع‌ترین دور.

## رده‌بندی قهرمانی پس از مسابقه
جدول رده‌بندی قهرمانی رانندگان
| ت. ج      | جایگاه | راننده        | امتیازات |
| --------- | ------ | ------------- | -------- |
| Unchanged | ۱      | ماکس فرستاپن  | ۳۳۲٫۵    |
| Unchanged | ۲      | لوئیس همیلتون | ۳۱۸٫۵    |
| Unchanged | ۳      | والتری بوتاس  | ۲۰۳      |
| Unchanged | ۴      | سرجیو پرز     | ۱۷۸      |
| Unchanged | ۵      | لاندو نوریس   | ۱۵۱      |
| منبع:     |        |               |          |

جدول رده‌بندی قهرمانی سازندگان
| ت. ج      | جایگاه | سازنده             | امتیازات |
| --------- | ------ | ------------------ | -------- |
| Unchanged | ۱      | مرسدس              | ۵۲۱٫۵    |
| Unchanged | ۲      | ردبول ریسینگ-هوندا | ۵۱۰٫۵    |
| Unchanged | ۳      | فراری              | ۲۸۷٫۵    |
| Unchanged | ۴      | مک‌لارن-مرسدس       | ۲۵۶      |
| Unchanged | ۵      | آلپاین-رنو         | ۱۱۲      |
| منبع:     |        |                    |          |

- یادداشت: فقط پنج رده برتر برای هر دو مجموعه رده‌بندی قرار داده شده است.